# Sada Yacco
Sada Yacco (Nihonbashi, Tòquio, 1872 - Gifu, 1946) fou una actriu japonesa. Fou la dona de l'actor Kawakami Otojiro. Esdevingué la creadora del Teatre Lliure del Japó. Les seves actuacions assoliren un gran èxit a París el 1900 i tot seguit debutà al Teatre Novetats de Barcelona, on actuà durant tres dies el maig del 1902. Per al públic entès constituí una revelació i va deixar un record inesborrable, tot i que el gran públic no la va entendre.